# Mesquita Khoja Marjanli
Mesquita Khoja Marjanli (em azeri:  Xoca Mərcanlı məscidi) é uma mesquita do Azerbaijão localizada em Shusha, região de Karabakh do Azerbaijão, a cerca de 350 km da capital Baku, mas atualmente está sob o controle das forças armênias desde a ocupação de Shusha em 8 de maio de 1992. A mesquita foi localizado na Mirza Alakbar Sabir rua Khoja Marjanli do bairro de Shusha.